# کینگستون نیر لوز
کینگستون نیر لوز (به انگلیسی: Kingston near Lewes) یک روستا و محله مدنی در بریتانیا است که در Lewes واقع شده‌است. کینگستون نیر لوز ۵٫۷ کیلومتر مربع مساحت و ۸۳۱ نفر جمعیت دارد.